# アイスクライマー
『アイスクライマー』（Ice Climber）は、1985年1月30日に任天堂が発売したファミリーコンピュータ用ソフト。2人のクライマーがハンマーを手に氷山の頂上を目指す、2人同時プレイが可能なアクションゲームである。同年10月19日にはアメリカ、1986年9月1日にはヨーロッパでそれぞれ発売された。
本作は、1985年2月に業務用ビデオゲームとしても発売された。1988年11月18日には、このアーケード版を元にした内容のディスクシステム版も発売されている。

## ゲーム内容

### ルール
ゲームタイトルが示す通り、プレイヤーはプレイヤーキャラクターであるエスキモーを操作して山の頂上を目指す。1プレイヤー側は青い服の男の子・ポポ、2プレイヤー側は赤い服の女の子・ナナという名前である（画面上での違いは服の色と髪のみ）。山は階層状になっており、ほとんどの場合その階層の間はブロックで隔てられている。このブロックを木槌で砕きながら上へと進み、山頂を目指す。このゲームは2人同時プレイが可能で、協力し合いながら山を登ることも、相手の邪魔をして争うといった異なる遊び方もできる。
山は全部で32種類あり、33面以降は2周目となる。永久ループのためエンディングはない。

### ステージ構成
プレイヤーが進む山中には、砕けないブロック、乗っているとベルトコンベアのように強制移動させられるブロック、それより先へと侵入することができない柱などの様々な障害物がある。また、サイドの山形ブロックの形が異なる層では雲が発生しており、これが横に絶え間なく流れている。プレイヤーキャラクターはこの雲の上に乗ることが可能。ステージによっては、上層のブロックや雲から次第に水滴が垂れ始め、それが氷柱になって落ちてくる。氷柱は木槌で砕くことが可能。また、画面の左右はつながっており、片方の画面端に入ると反対側の画面端から出てくる。
アーケード版のフィーチャーとして、ステージによっては吹雪が発生し、その場に留まっていると吹雪に流されてしまう。また、面が進むと高難易度面が出現する。雲が上下ジグザグに動き、頂上のコンドルが蝶のようなキャラクターになり、細かく上下にも動くようになる。さらに、ブロックの中に丸囲み数字の形をしたアイテムが隠されていることがあり、取得するとボーナスステージの野菜獲得数を増やすことができる。通常は4個が上限だが、2倍、3倍、4倍にするアイテムがある。

### ボーナスステージ
8階層目より上へと登るとそのステージは暫定的にクリアとなり、山岳上層部の40秒間の時間制限付きボーナスステージへと突入する。これ以降は画面外に落ちてもボーナスをもらえないだけで残り人数が減ることはなく、次の山に進むことができる。敵はいない。ボーナスステージ内には、以下のようなさまざまな種類の野菜が配置されており、これを取ることでステージクリア時のボーナススコアを増やすことができる。
| - ナス - ニンジン - キャベツ - キュウリ - トウモロコシ | - カブ - カボチャ - ハクサイ - ジャガイモ - キノコ |

ボーナスステージに登場する野菜は、ナスから始まって10ステージごとにこの登場順を繰り返す。アーケード版・ディスクシステム版だと20種類に増えているが、21ステージ以降はループせずにバグったアイコンが表示される（第11ステージ以降の追加野菜は、ピーマン、シソ、タマネギ、ダイコン、ホウレンソウ、ソラマメ、マッシュルーム、トマト、タケノコ、ブロッコリーとなっている。）。この作品はステージセレクトが可能だが、どのステージから始めた場合でも登場する野菜の順番は変わらない。なお、第5ステージ目に登場するコーンは、いずれか1つ以上取ってステージをクリアするとそのプレイヤーキャラクターは1UPをするという効果がある。コーンは第5ステージ以降では第15ステージ、第25ステージと10ステージごとに登場するが、1UP効果を持つコーンは第5ステージに登場するコーンのみである。（アーケード版・ディスクシステム版は15ステージ・25ステージでも1UPする）
ファミコン版では、残り人数が3人の場合は1UPしても表示は3人のままになっているが、実際には4人の扱いとなっている。アーケード版では残り人数を数字で表示しているため、残り人数が3人の場合で1UPすると表示は4人になる。
山頂では、ゲーム開始時に登場したコンドルがその上空を飛んでいる。制限時間内にこの飛んでいるコンドルの脚に掴まることでその山を制覇したことになり、ステージクリアとなり、スペシャルボーナス（表記上はWINNER BONUS）が加算される。ボーナスステージ内で獲得した野菜のボーナス点は、「ボーナスステージ突入」を完了させなければ加算されない。 このボーナスステージは、後のニンテンドーゲームキューブ用ソフト『大乱闘スマッシュブラザーズDX』内に登場するボーナスステージのモチーフにもなっている。アーケード版・ディスクシステム版だと前半24ステージはコンドルで変わりないが、後半24ステージは巨大な蛾につかまることとなる。蛾は、コンドルと異なり上下に揺れ動くため、高い位置にいるときはジャンプしても届かない違いがある。
アーケード版・ディスクシステム版だと、8ステージごとにスーパーボーナスステージ（非常に狭い足場のみが延々と続くボーナスステージで、最上階まで上がればクリア成功。得点は上がった高さに基づいて決まる。）が始まり、これが終了することで、前半24ステージと後半24ステージを切り替えることとなる。

### NES版
NES版では、トッピーのグラフィックがアーケード版と同じ物になっている。またヨーロッパ版では、パッケージ裏面に使われている写真のトッピーが不自然に塗り潰されている。

## 敵キャラクター
山中には以下に示す敵キャラクター達が登場し、プレイヤーの行く手を阻む。これらはブロックの破壊に使う木槌を使って追い払うこともできる。
トッピー
アザラシのようなキャラクター。アーケード版では白い雪男（イエティ）のようなキャラクターになっている。フロアに穴が開いているのを見つけると画面の端に氷を取りに戻り、取ってきた氷で穴を埋めてフロアを作る。このキャラクターに触れるとミスになる。木槌で叩くと泣きながら画面の端へ消えていき、フロアに穴があった場合はそこから下に落ちていく。なお、このキャラクターを追い払っても得点にはならないが、運んで来た氷を木槌で壊すと得点になる。
『大乱闘スマッシュブラザーズシリーズ』には、アザラシ姿で「アイシクルマウンテン」に敵キャラとして登場。
ニットピッカー
鳥のようなキャラクター（『ドンキーコングJR.』にも同名の鳥のキャラクターが登場）。トッピー同様、触れるとミスになる。木槌で叩き落とすことにより得点が加算される。ステージが進むごとに飛翔スピードが高速化し、難度性は増して行く。しかし、56面になると同時にそのスピードは初期値に戻り、それから再びスピードが少しずつ速くなって行く。アーケード版では、垂直飛行やホバリングなどファミコン版では見られないアルゴリズムで襲い掛かってくる。
ホワイトベア
白熊のようなキャラクターで、なぜかサングラスに短パンと夏の格好で現れる。プレイヤーが同じフロア内に長い間留まっていると画面を強制的に1フロア分スクロールさせる、いわゆる永久パターン防止用のキャラクター。スクロールによって画面外に押しやられるとミスになる。当たってもミスとはならず、木槌で追い払うことも可能だが、追い返しても強制スクロール自体を避けることは不可能になっている。なお、ファミコン版では最上階（8フロア目）に到達した時点でホワイトベアは登場しなくなるが、アーケード版では最上階に到達しても登場し、強制スクロールを掛けてプレイヤーが存在しないままボーナスステージを発生させてしまう。この時点でプレイヤーはボーナスステージを失敗したことになるが、ミスにはならない。
『大乱闘スマッシュブラザーズシリーズ』には「アイシクルマウンテン」に敵キャラとして登場しているほか、最後の切りふだの演出にも登場している。
蜂（名称不明）
アーケード版に登場するキャラクター。フロアを高速で横切るように襲い掛かってくる。高次面になると、途中で斜めに角度を変えて飛んでくることもある。
ディスクシステム版でのグラフィックはニットピッカーに差し替えられている。

## 移植版
| No. | タイトル                                      | 発売日                                     | 対応機種                                          | 開発元                  | 発売元     | メディア                                | 型式                      | 売上本数           | 備考                                                                    |
| --- | --------------------------------------------- | ------------------------------------------ | ------------------------------------------------- | ----------------------- | ---------- | --------------------------------------- | ------------------------- | ------------------ | ----------------------------------------------------------------------- |
| 1   | アイスクライマー                              | 1985年2月 1985年                           | アーケード                                        | 任天堂                  | 任天堂     | 業務用基板                              | -                         | -                  | 同社が開発した基板「VS.SYSTEM」を使用している。                         |
| 2   | アイスクライマー                              | 1985年10月                                 | PC-8801/SR                                        | ハドソン                | ハドソン   | 5.25インチ2Dフロッピーディスク          | -                         | -                  |                                                                         |
| 3   | アイスクライマー                              | 1985年11月                                 | X1                                                | ハドソン                | ハドソン   | カセットテープ                          | -                         |                    |                                                                         |
| 4   | アイスクライマー                              | 1988年11月18日                             | ディスクシステム                                  | 任天堂                  | 任天堂     | ディスクカード片面                      | FMC-ICD                   | 書き換え：3万回    | 書き換え専用                                                            |
| 5   | どうぶつの森+                                 | 2001年12月14日 2002年9月15日 2004年9月24日 | ゲームキューブ                                    | 任天堂                  | 任天堂     | 8cm光ディスク                           | DOL-P-GAFJ                | 約99万本 約298万本 | N64版『どうぶつの森』のデータを移行するサービスのおまけとして配布された |
| 6   | カードe Ice Climber-e                         | 2002年11月11日                             | ゲームボーイアドバンス                            | 任天堂                  | 任天堂     | ロムカセット                            | -                         | -                  |                                                                         |
| 7   | ファミコンミニ03 アイスクライマー             | 2004年2月14日 2004年6月2日 2005年6月9日    | ゲームボーイアドバンス                            | 任天堂                  | 任天堂     | ロムカセット                            | AGB-FICJ-JPN AGB-FICE-USA | -                  | ファミリーコンピュータ版の移植                                          |
| 8   | アイスクライマー                              | 2007年1月15日 2007年1月16日 2007年3月16日  | Wii                                               | 任天堂                  | 任天堂     | ダウンロード （バーチャルコンソール）   | -                         | -                  | ファミリーコンピュータ版の移植                                          |
| 9   | アイスクライマー                              | 2012年7月4日 2013年1月31日 2013年5月2日    | ニンテンドー3DS                                   | 任天堂                  | 任天堂     | ダウンロード （バーチャルコンソール）   | -                         | -                  | ファミリーコンピュータ版の移植                                          |
| 10  | アイスクライマー                              | 2013年4月26日 2013年4月27日                | Wii U                                             | 任天堂                  | 任天堂     | ダウンロード （バーチャルコンソール）   | -                         | -                  | ファミリーコンピュータ版の移植                                          |
| 11  | アイスクライマー                              | 2016年11月10日 2016年11月11日              | ニンテンドークラシックミニ ファミリーコンピュータ | 任天堂                  | 任天堂     | 内蔵ゲーム                              | -                         | -                  | ファミリーコンピュータ版の移植                                          |
| 12  | ファミリーコンピュータ Nintendo Switch Online | 2018年9月19日                              | Nintendo Switch                                   | 任天堂                  | 任天堂     | ダウンロード                            | -                         | -                  | ファミリーコンピュータ版の移植                                          |
| 13  | アイスクライマー                              | 2019年2月22日                              | Nintendo Switch                                   | ハムスター （移植担当） | ハムスター | ダウンロード （アーケードアーカイブス） | -                         | -                  | アーケード版の移植                                                      |

## 音楽
ファミコン 20TH アニバーサリー オリジナル・サウンド・トラックス VOL.1
2004年1月7日、サイトロン・デジタルコンテンツより発売されたCD内の一作品として収録されている。

## スタッフ
- エグゼクティブ・プロデューサー：山内溥
- プロデューサー：上村雅之
- ディレクター：三木研次
- プログラマー：森田和明、中郷俊彦
- グラフィック・デザイナー：杉山直
- ミュージック・コンポーザー：中塚章人
- ミュージック・プログラマー：田中宏和

## 評価
ファミリーコンピュータ版
- ゲーム誌『ファミリーコンピュータMagazine』の1991年5月10日号特別付録の「ファミコンロムカセット オールカタログ」では、「登場するキャラはみんなコミカルでカワイイ」と紹介されている[1]。

- ゲーム誌『ユーゲー』では、「『自由に面セレクトができる。』これが対戦ゲームとして『アイスクライマー』が熱い理由だ」、「ファミコン期は、二人同時プレイがかなり多かったため、対戦もはやったが、多彩なステージが用意されているというのは珍しかった」、「ステージ構成が戦い方に大きく影響を及ぼす、となると、『スマブラ』への進化の道筋も見える」と評している[14]。

ディスクシステム版
- ゲーム誌『ユーゲー』では、「（業務用の移植作品のため）一部キャラクターが異なる、音楽が少し変わっている、吹雪の面が追加、ボーナスアイテムの増加など、大幅なパワーアップが施されており、より一層熱くて寒い雪山探検が待ち構えている」と評している[15]。

## 関連作品

### 大乱闘スマッシュブラザーズシリーズ
プレイヤーキャラクターのポポとナナは、大乱闘スマッシュブラザーズシリーズにも「アイスクライマー」として2人1組で登場（外国語版では「Ice Climbers」と複数形）。声優は共に小林沙苗（外国語版でも小林の声が続投）。『大乱闘スマッシュブラザーズDX』が初出で、ゲームへの登場は16年振りだった。デザインが大きくアレンジされ、頭身が低めのファンシーな姿になった。シンボルはボーナスゲーム時に入手できる野菜の一つであるナス。敵キャラクターであるトッピーやホワイトベアもアドベンチャーのアイシクルマウンテンに登場。
『アイスクライマー』ではポポとナナは単なる色違いのキャラクターだったが、本作では髪型が若干違うなどの差がつけられている。また、2人の間柄についても「幼なじみ的な男女で、友達以上恋人未満」（DXの場合）や「ふたりはなかよしだ!! たぶん。」（Xの場合）といった説明がなされている。
BGMが『アイスクライマー』のメドレーアレンジになっており、ジャンプ時の独特な音や仰け反ったような体勢、ジャンプ中にあまり横移動ができない挙動、勝利時には飛び跳ねて喜び、敗北時には泣いているなど『アイスクライマー』の特徴が忠実に再現されている。
シリーズ内では、ポポが本体でナナはオプション扱いとなっているため攻撃力が高く、ポポが吹き飛ばされない限りミスにはならない（ポポが吹き飛ばされるとナナはその場で消滅する）。その代わりにナナを吹き飛ばされると攻撃力が低下し一部の技が使えなくなるなど弱体化してしまう。カラーバリエーションにより立ち位置を反対にすることが可能で、その場合はナナをメインで操作することになる。男女のペアであるためかしずえの勝ちあがり乱闘（紅23点）ではナナがメインのカラーで登場している。
『X』のストーリーモード「亜空の使者」では、中盤に登場。氷山をどんどん登っていくメタナイトに対抗意識を燃やし、一緒に氷山を登り、氷山の頂上についたときには飛んで喜んでいた。総計登場時間はソニックの次に短く、ムービー中のメインメンバーの中で唯一、これといった役立つ活躍をしていない。
『大乱闘スマッシュブラザーズ for Nintendo 3DS / Wii U』ではプレイヤーとしては不参戦になったが、観賞用のフィギュアとして登場しており、3DS版専用のモード「フィールドスマッシュ」では敵としてホワイトベアが登場する。不参戦になった理由についてはリンク先を参照。
『大乱闘スマッシュブラザーズ SPECIAL』では2作ぶりにプレイヤーキャラに復帰。「ブリザード」の際にはポポとナナの向きが背中合わせから同じ方向を向くようになったほか、「最後の切りふだ」発動中は操作キャラがコンドルに掴まって飛ぶ事が出来る仕様になっている。
必殺ワザ
アイスショット（通常必殺ワザ）
ハンマーから氷の塊を取り出しハンマーで打ってぶつけて攻撃する。氷の塊は原作中でトッピーが運んでくるものと同じ形で、氷を取り出した瞬間にトッピーをハンマーで倒した時と同じ効果音が鳴る。
トルネードハンマー（横必殺ワザ）
回転しながらハンマーを振り回す。二人揃っている場合は背中合わせに合体して回転するため、攻撃範囲が大きくなる。
復帰技としても使われるが、1人しかいないと回転の勢いが弱まり横方向への移動距離が低下する。
ゴムジャンプ（上必殺ワザ）
オプション側を放り投げ、ゴムひもの張力を利用して引っ張り上げてもらってジャンプする。
『X』まではジャンプした本体側に攻撃判定が発生し、ぶつかった相手にダメージを与えるが、ダメージ量そのものは微量であり隙も大きいため、復帰技としての用途が主な使い道になる。
『SP』からは攻撃判定がオプション側になり、与えるダメージや吹っ飛ばしが大幅に上昇し、撃墜が狙える技になった。ついでに復帰能力も『X』より高くなっている。
技の性質上オプションの存在が必須となるため、オプション側が撃墜されると技を封じられてしまい、復帰手段も失われる。
ブリザード（下必殺ワザ）
手の平から冷気を噴く。相手の蓄積ダメージ数が高パーセンテージ状態の時に至近距離で当てると凍らせて瞬間的に動きを封じることが可能。
『X』まではそれぞれ背中合わせで反対方向を向いていたが、『SP』では常に同じ方向となっている。

## 関連文献
- エキサイトバイク/アイスクライマー. ゲーム必勝法シリーズ. 勁文社